# Sun Princess (2024)
Sun Princess è una nave da crociera appartenente alla compagnia di navigazione Princess Cruises.

## Caratteristiche
La nave, prima nave da crociera alimentabile a GNL, è lunga circa 345 metri e larga 47. L'unità, suddivisa in 21 ponti, è inoltre in grado di ospitare un massimo di 4300 passeggeri e 1600 membri dell'equipaggio in 2157 cabine.

## Servizio
Prima di due navi gemelle facenti parte della Classe Sphere, è stata varata l'8 marzo 2023 nel cantiere navale di Monfalcone da Fincantieri con il nome di Sun Princess e consegnata il 14 febbraio 2024 alla Princess Cruises.
Il 28 febbraio salpa da Civitavecchia per il suo viaggio inaugurale.
Il 23 aprile 2024 la nave viene ufficialmente battezzata a Barcellona dalla madrina Hannah Waddingham.

## Navi gemelle
- Star Princess